# Gerbillus famulus
Gerbillus famulus је врста глодара из породице мишева.

## Распрострањење
Ареал врсте је ограничен на једну државу. Јемен је једино познато природно станиште врсте.

## Станиште
Станиште врсте су брдовити предели.

## Угроженост
Ова врста није угрожена, и наведена је као последња брига јер има широко распрострањење.